# Марко Васиљевић (плесач)
Марко Васиљевић (Нови Сад, 6. јул 1995) је српски плесач и манекен и наставник, који се прославио као модел у споту за песму Фаворито групе Харикејн. Завршио је Факултет спорта и физичког васпитања Универзитета у Београду где ради као асистент, и у току корона кризе, држао је онлајн часове физичког на Радио-телевизији Србије. Као плесач сарађивао је са Јеленом Карлеушом, Северином, Катарином Грујић, Здравком Чолићем, Лепом Бреном, Секом Алексић на њиховим концертима и наступима.

## Каријера
Професионална такмичења у плесу
- Куп Србије 2011/2012/2013 - прво место
- Скопје Опен 2013 - прво место за млађе, и друго место за одрасле
- Државно првенство 10 плесова 2013 - друго место
- Тесалоники опен 2017 - прво место (са Аном Мијаиловић)

### Филмографија
- Плес са звездама (професионални плесач, партнер каратисткиње Тање Петровић)[4] - треће место (2014)
- Ја могу све (2015)
- Луда ноћ (2017-2019)
- Сурвајвор Србија (шеста сезона) (2023)[5] - такмичар
- Твоје лице звучи познато (кореограф и плесач) - више сезона

### Позориште
Као плесач
- Балкан експрес (2013) Театар 5
- Бечка крв (2014) Медленианиум
- Виктор, Викторија (2014) Позориште на Теразијама
- Том и Џери - позоришни шоу (2015) Саудијска Арабија
- Овца Шон (2015) Катар
- Клаустрофобична комедија (2016-2018) Звездара позориште
- Спамалот (2016-2017)

Као кореограф
- Кабрет (Народно позориште у Београду)
- Балкан експрес/Опера за три гроша (Театар 5)
- Латин шоу (Београдски бал)

### Видеографија
Као модел
- Лаве мој (2016) Наташе Беквалац
- Симбол (2018) Весна Мистик
- Фаворито (2019) групе Харикејн
- Богат живот скупа казна (2021) Катарине Живковић
- Фанатик (2024) Тање Савић
- Мастило (2024)  Тање Савић

Као плесач
- Како после мене (2014) Николије
- Диско и фанк (2014) Алексе Јелића
- Није то - тв наступ (2014, ТВ Прва) Мие Борисављевић
- Гратис (2016) Раде Манојловић
- Љуби, љуби - тв наступ (2016) Милице Павловић
- Пенелопа (2020) Вање Мијатовић
- То ти је завршено (2021) Јелене Костов
- Брат по алкохолу (2024) Тање Савић